# Telekháza
Telekháza (1899-ig Szedliszke, szlovákul: Sedliská) község Szlovákiában, az Eperjesi kerületben, a Varannói járásban.

## Fekvése
Varannótól 9 km-re északkeletre fekszik, Csicsvaalja tartozik hozzá.

## Története
A régészeti leletek tanúsága szerint területén már a kőkorszakban is éltek emberek. Nyomaikat a telekházi temető közelében, Felsőkázmér irányában találták meg. A bronzkorban az i. e. 11–13. században a gávai kultúra népe lakott itt. Településük maradványait a csicsvaaljai temető területén tárták fel 1987-88-ban. A leletek között számos bronzeszköz, öntőforma, mezőgazdasági eszköz és cserépmaradvány került elő. Az i. e. 2. században kelták jelentek meg a település területén, erődített településük a Várhegytől keletre emelkedő magaslaton állt. Tőlük is számos lelet, fazekas korong, cserépmaradvány származik, melyek nagyrészt a tapolyhanusfalvi múzeumba kerültek. A 8. században új népesség jelenik meg ezen a területen, maradványaikat szlovák régészek a betelepülő szlávoknak tulajdonítják. Azt feltételezik, hogy a mai település alapjait is ők rakták le, sőt a csicsvai vár helyén ősi szláv várat is sejtenek.
1270-ben V. István király ezt a területet a Rozgonyiak ősének, Rajnold mesternek adja. A Rozgonyiak 1310 körül építik fel Csicsva várát, mely a Lengyelország felé menő kereskedelmi utat ellenőrizte. A vár 1316-ban már állt, hiszen a falu első írásos említése is ebben az évben történt, amikor Miklós csicsvai várnagy a települést Peresnek nevezi. 1410-ben és 1414-ben a Rozgonyiakat Luxemburgi Zsigmond is megerősíti birtokaikban. A várat a 14. században tovább bővítették. A régészeti kutatás szerint ekkor épült a torony, a ciszterna és a várpalota déli részei. Az utolsó nagyobb építkezések a 15. és 16. század fordulóján történtek a várban. A Rozgonyiak 1523-ig voltak az uradalom birtokosai, amikor Istvánnal a család fiágon kihalt.
A vár és uradalma más birtokokkal együtt Báthori Andrásé lett. 1527-ben Szapolyai János serege megostromolta, ekkor leégett. A Báthoriak 16. század végi kihalásával 1605-ben a csicsvai, a varannói és tapolymogyorósi uradalmat a Nádasdy és Nyári családok kapták meg. A 17. század első negyedében az uradalom az Eszterházi és Drugeth családé lett. Telekházának 1600-ban 15 háza volt, határában szőlőskertet is műveltek. A várat 1684-ben Thököly foglalta el, 1703-ban a kurucok helyreállították. 1711-ben a császáriak elfoglalták és lerombolták, azóta rom. A falunak 1715-ben 6, 1720-ban 8 adózó háztartása volt.
A 18. század végén Vályi András így ír róla: „SZEDLICZKE. Csicsvával. Tót falu Zemplén Várm., földes Urai Gr. Barkóczy, és Bydeskúti Uraságok, lakosai római, és görögkatolikusok, fekszik Varannóhoz, és Benkóczhoz is 3/4 órányira; hegyes, és mintegy ötöd részében térséges, sárga agyagos határja 3 nyomásbéli; erdeje, szőleje nints, mészkővel bővelkedik; piatzok Varannón.”
1828-ban 83 házában 623 lakos élt.
Fényes Elek 1851-ben kiadott geográfiai szótárában így ír a faluról: „Szedlicske, tót falu, Zemplén vgyében, a csicsvaaljai vártól délnek, az Ondava völgyében, N. Mihályhoz 3 óra. Földjének 2/3 rónaság, 1/3 hegyes; kiterjedése 1281 hold, mellyből beltelek 103 h., szántóföld 730 h., rét 241 h., legelő 207 hold; van ezenkivül vagy 200 hold erdeje is. Ebből urbériség 13 5/8 telek után 325 h., 110 h., rét, 80 h. legelő, többi majorság. Földje a rónaságon termékeny, a dombokon sovány. Lakja 240 görög, 220 romai kath., 5 ev., 70 zsidó. Lakosai renyhék, s az italt módnélkül szeretik. Határában az Ondava vizén kivül van még egy a hegyekből lefolyó árka, elegendő mészköve, melly háznagyságu kősziklákból a csicsvaaljai vár felé eső dombon jobbra-balra emelkedik. Birják Farkas István, gr. Barkóczy János, Raksányi, Horváth, s más kisebb birtokosok. G. kath. anya, r. kath. fiók egyház.”
1900-ban 585 lakosa volt.

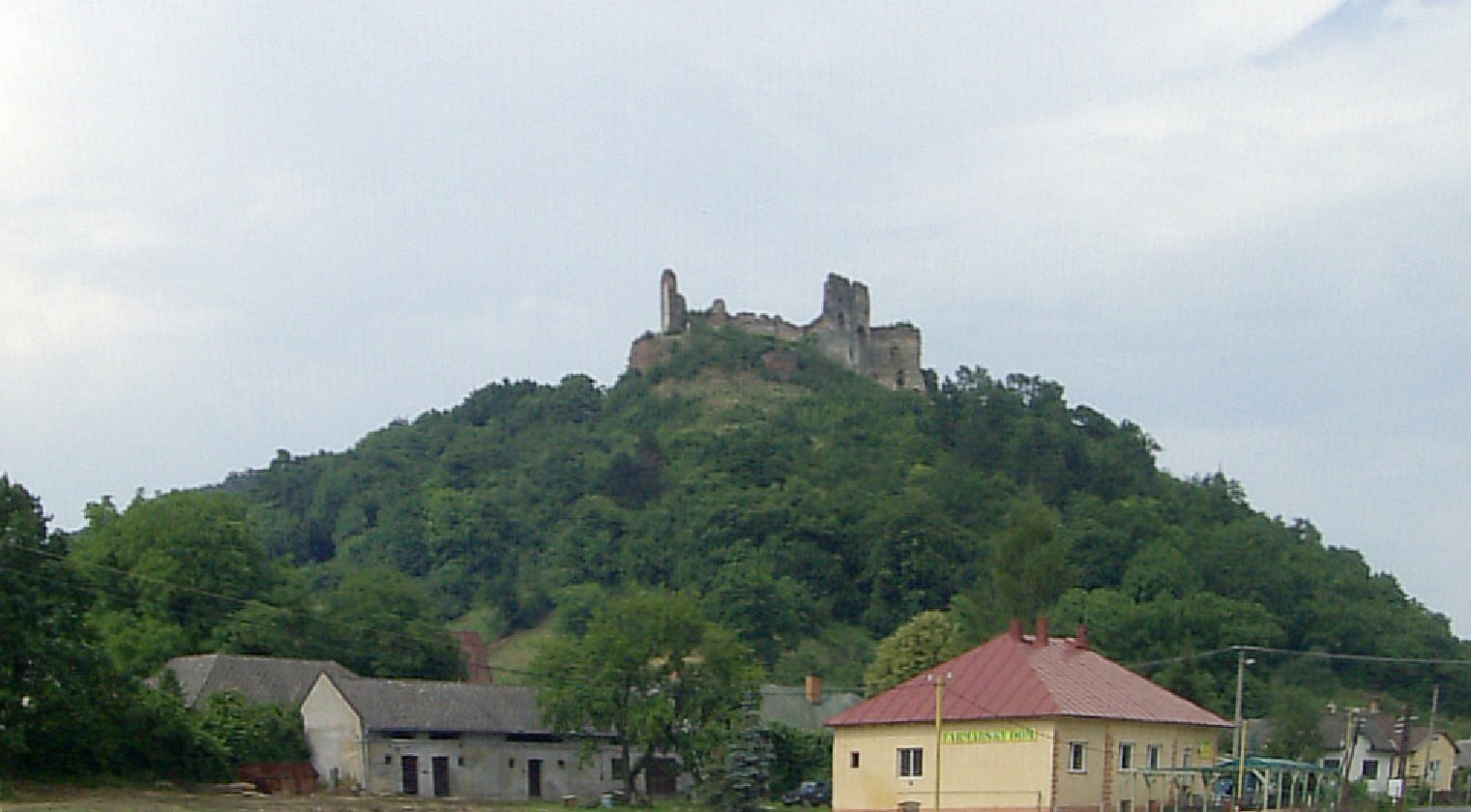
Csicsva várának romjai

Borovszky Samu monográfiasorozatának Zemplén vármegyét tárgyaló része szerint: „Telekháza, azelőtt Szedliczke. Ondavamenti tót kisközség, körjegyzőségi székhely, 110 házzal és 585 római katholikus vallású lakossal. Postája, távírója és vasúti állomása Varannó. Hajdan Csicsva várának tartozéka volt s annak sorsában osztozott, míglen a Barkóczyak lettek a földesurai. Most is a gróf Barkóczy-féle hitbizományhoz tartozik. 1663-ban a pestis látogatta meg, 1778-ban pedig földrengés okozott benne nagy kárt. Vannak itt mészkőbányák s a hitbizományi uradalomnak mészégető kemenczéi. Gör. kath. temploma 1778-ban épült, de egy évvel később a földrengés annyira megrongálta, hogy 1783-ban új templomot kellett építeni. Ide tartozik Csicsvaalja-puszta és a csicsvai várrom. E festői szép, vadregényes fekvésű várrom alatt van a Barkóczy család temetője és a szegények háza s kápolnája. Csicsva a XIV. században Nagy- és Közép-Csicsva néven két község volt, mely a csicsvai várbirtokosokat uralta. Herczeg Rasztislav ősi birtoka, melyet V. István 1270-ben Roland nádornak, a Rozgonyiak ősének adományozott. Vára 1440-ben épült. 1527-ben, a mikor Szapolyay István ostromolta, leégett s ekkor Drugeth István innen menekülni volt kénytelen. Ez alkalommal pusztultak itt el a vármegye régi írásai is. 1678-ban a vár ismét fennállott és 1684-ben Thököly ostromolta és foglalta el. 1703-ban a kuruczok foglalták el, kijavították és megerősítették, de 1711-ben a császáriak lerombolták. A XVII. és XVIII. században itt tartották a megyegyűléseket és itt őrizték és vezették át az ú. n. csicsvai-könyvet is, mely arról volt nevezetes, hogy ebbe iktatták annak a kornak hirhedt hazugságait, szerzőik neveivel együtt. Innen származik az a régi közmondás is, hogy a mikor valaki valami nagyot talált mondani, azt jegyezték meg rá, hogy „beleillik a csicsvai könyvbe”. Telekháza tájékán feküdt még a XV. században Vereskócz-, vagy Vreskócz-puszta. Ugyancsak itt fekhetett valahol Szőlőske, mely még a XVI. században is szerepel s melyet 1487-ben Lapispataki Miklós alispán a Rozgonyiaktól zálogba vesz. Némelyek szerint azonban ez a Szőlőske egy volna Szedliczkével, tehát a mai Telekházával. Ugyancsak a csicsvai vártartozékok között van említve a XV. században Krudin is, mely szintén itt, e tájon fekhetett s az akkori írásmód szerint Crudyn, Crodeyn és Krwden alakban kerül elő.”
A trianoni diktátumig Zemplén vármegye Varannói járásához tartozott.

### Csicsvaalja
Csicsvaalja a vár szolgálófalujaként keletkezett a 14. században, 1363-ban említik először. A 15.–16. században általában „Varalya” alakban szerepel a forrásokban. 1493-ban 4 jobbágytelke volt.
Fényes Elek 1851-ben kiadott geográfiai szótárában így ír a faluról: „Csicsvaalja, puszta, Zemplén vgyében, Szedlicske mellet, a tavarnai uradalomhoz tartozik s gr. Barkóczy János birja. Kiterjedése 500 hold. A vár alatt van az uraságnak gyümölcsös és veteményes tágas kertje, üvegházzal; 10 zsellérrel, kórházzal, egy kath. fiók-szentegyházzal, melly a vár északkeleti részén épen a hegy alatt az Ondava folyó partján fekszik, hol sept. 8-ikán nevezetes bucsu tartatik. A vár, melly kősziklás hegyre épült, s honnan Zemplén vidékeire felséges kilátás esik, már elpusztult, s csupán falai állnak fen, s egy roppant mélységű kőkut most is látható. E várat 1200 táján Csicsvay János lakta.”

## Népessége
| Év:            | 1994. | 2004.   | 2014.   | 2024.    |
| -------------- | ----- | ------- | ------- | -------- |
| Emberek száma: | 1213  | 1286    | 1380    | 1537     |
| Eltérés:       |       | +6,01 % | +7,30 % | +11,37 % |

| Év:            | 2023. | 2024.   |
| -------------- | ----- | ------- |
| Emberek száma: | 1530  | 1537    |
| Eltérés:       |       | +0,45 % |

1910-ben 604-en, többségében szlovákok lakták, jelentős magyar kisebbséggel.
2001-ben 1280 lakosából 1257 szlovák volt.
2011-ben 1307 lakosából 1213 szlovák.

## Nevezetességei
- Görögkatolikus temploma 1784-ben épült.
- Római katolikus temploma.
- Csicsva várának romjai.
- Nepomuki Szent János szobra.